# Hans Halm
Hans Halm (24 de Fevereiro de 1879 — 9 de Outubro de 1957) foi um militar alemão do Exército. Depois da formação da Alemanha Nazi e, consequentemente, da Luftwaffe, foi chamado (já estava reformado) a voltar às forças armadas, para comandar um dos Luftkreis da Luftwaffe, tornando-se General der Flieger.